# Echinopsis scopulicola
Echinopsis scopulicola es una especie de cactus (familia Cactaceae).

## Hábitat
Es nativa de Tarija en Bolivia, que contiene compuestos psicodélicos. Algunos afirmaban que esta especie contenía mescalina, esto se confirmó en 2010 en un estudio.

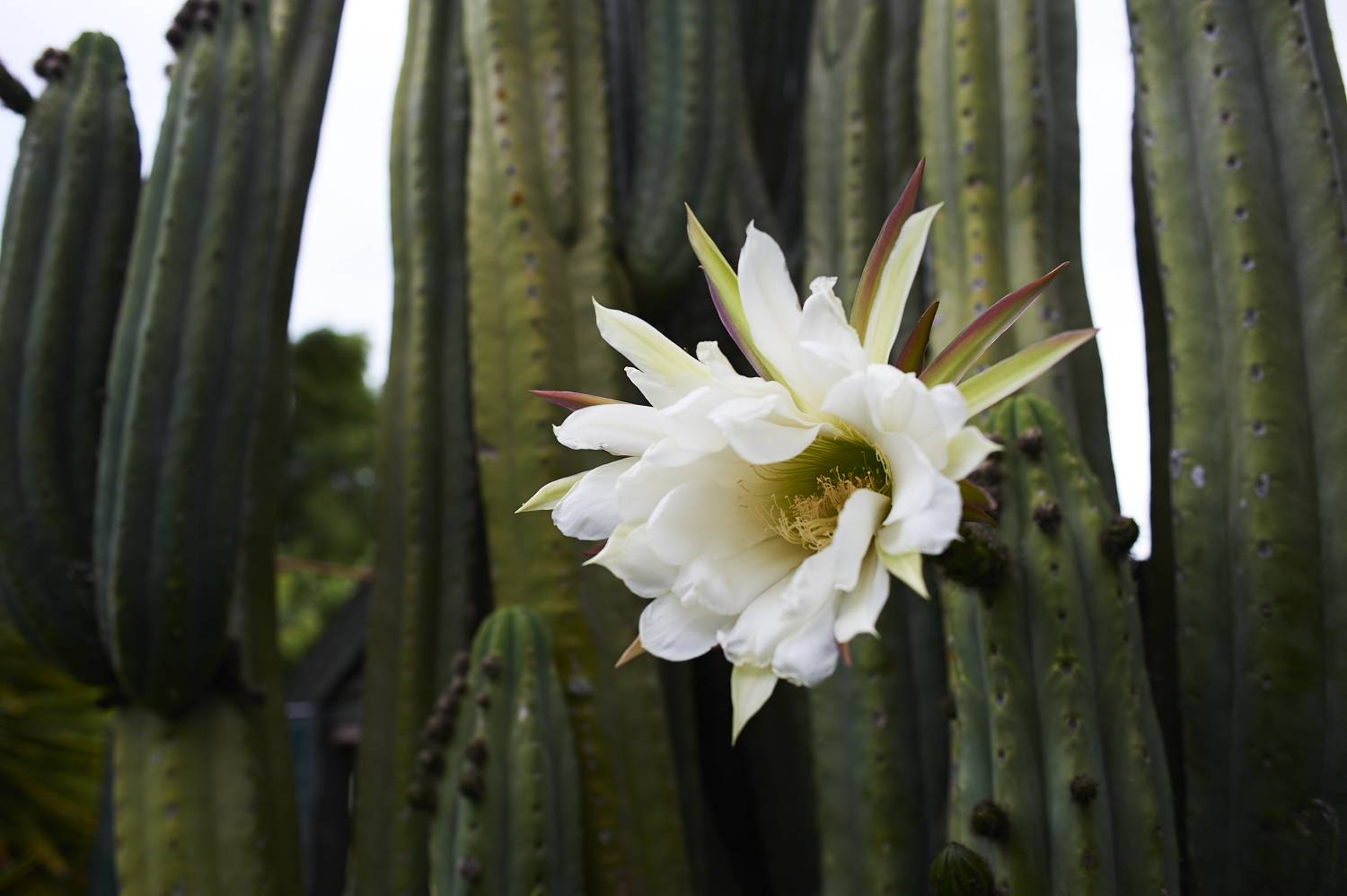
Detalle de la flor

## Descripción
Echinopsis scopulicola tiene un crecimiento arbustivo, ramificado desde la base, con varias columnas verticales, ramas y que alcanza 3-4 metros de altura. Los tallos cilíndricos  alcanzan 8 a 10 cm de diámetro. Tiene cuatro a seis costillas, como grandes aletas romas presentes que son tubérculos. En ellas se encuentran las areolas circulares a ovaladas que son blancas y mide de 1,5 a 3 cm de distancia. A veces, tres o cuatro espinas de color marrón  están presentes, que tienen una longitud de hasta 0,1 centímetros. Las flores en forma de embudo, son blancas, fragantes, aparecen cerca de las puntas de los brotes y se abren por la noche. Miden de 16 a 20 cm de largo. Los frutos son de color verde con 4-5 cm de diámetro.

## Taxonomía
Echinopsis scopulicola fue descrita por (F.Ritter) Mottram y publicado en Cactaceae Consensus Initiatives 2: 8. 1997.
Etimología
Ver: Echinopsis
scopulicola epíteto latino que significa "de los acantilados".
Sinonimia
- Trichocereus scopulicola F. Ritter	[4]